# Zenos (computerspel)
Zenos is een computerspel dat in 1988 werd uitgebracht voor de Commodore 64. Het spel is een horizontaal scrollende Shoot 'em up.